# Station Junger Naturforscher und Techniker

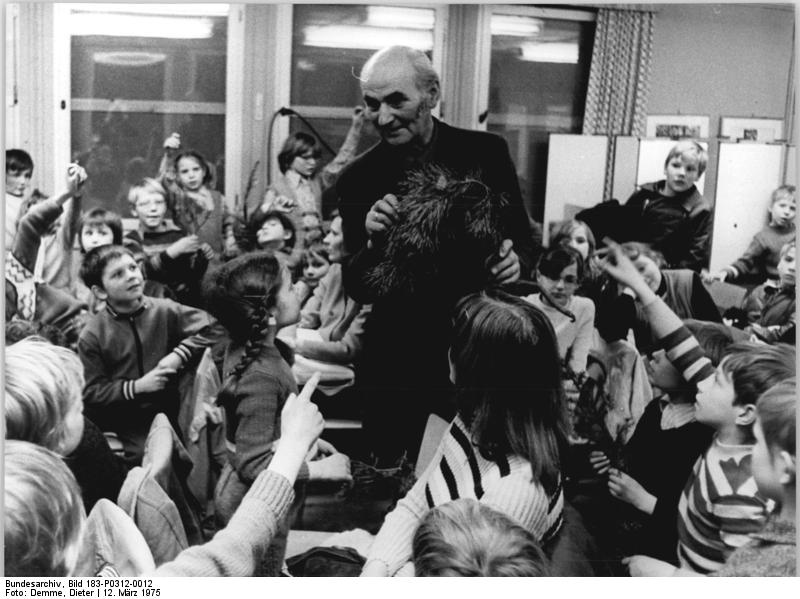
Weimarer Station „Junger Naturforscher“ 1975

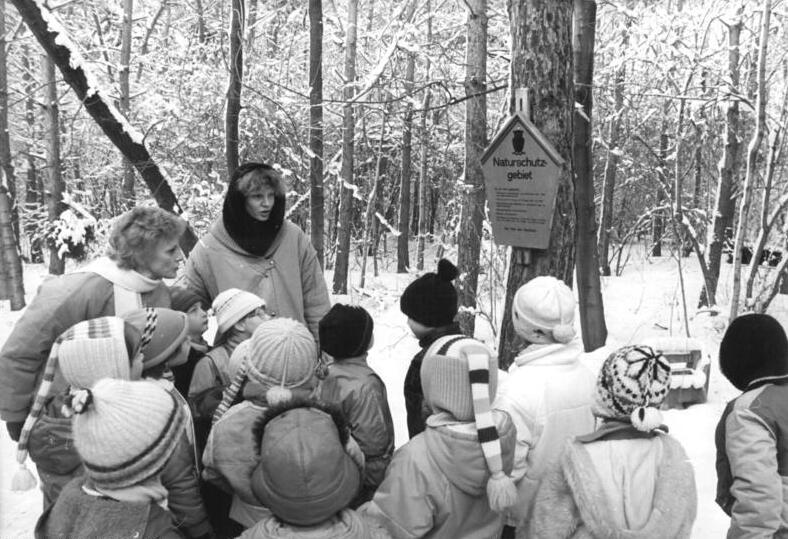
Exkursion für Schüler veranstaltet von der Station junger Techniker und Naturforscher „Juri Gagarin“ in Halle-Franzigmark (1987)

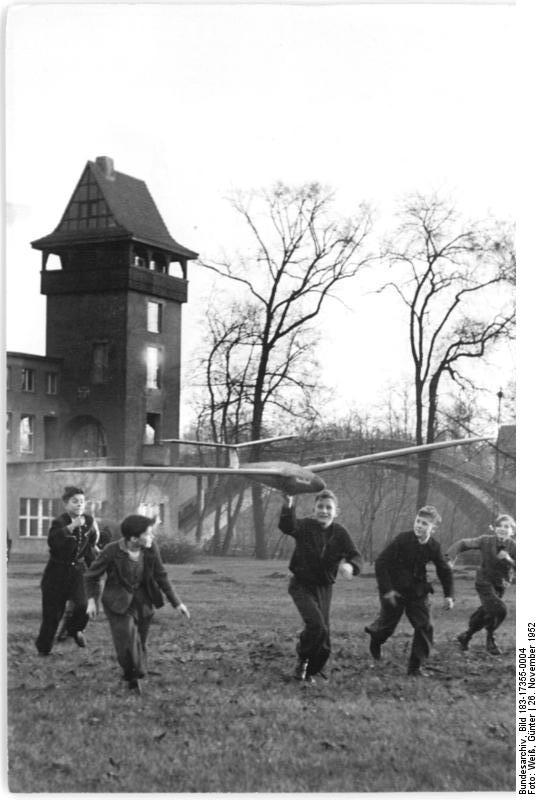
Flugmodellbau, Station Junger Techniker in Berlin-Treptow (1952)

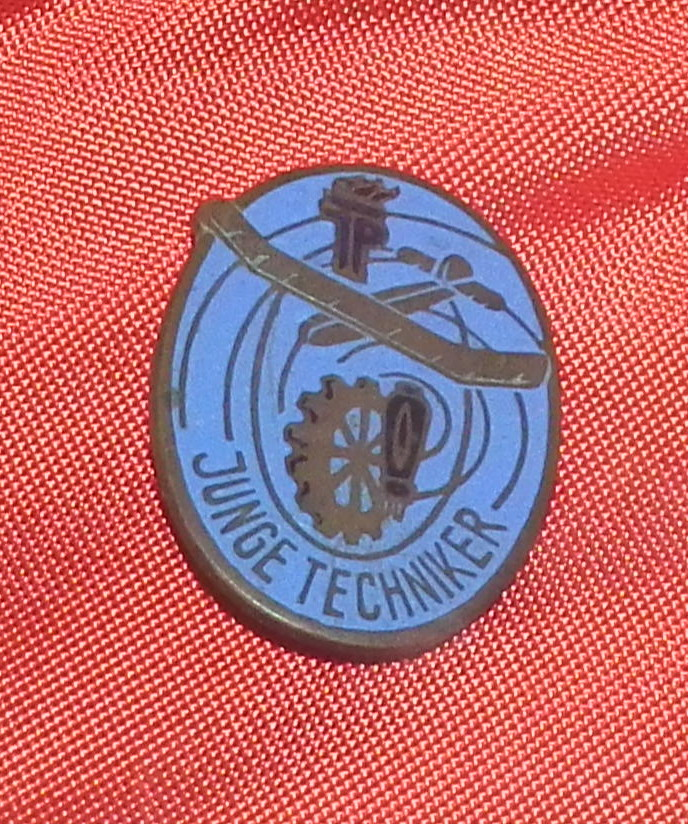
Anstecker Junge Techniker

Die Station Junger Naturforscher und Techniker (kurz Station), von denen es 1983 192 Standorte gab, war eine Betreuungseinrichtung in der DDR, die schulpflichtigen Kindern und Jugendlichen (auch parallel zum nachunterrichtlichen Schulhort für junge Schüler) die Möglichkeit bot, sich im Bereich der Naturwissenschaften fortzubilden.
Solche Stationen gab es praktisch in jedem größeren Ort, sie waren zumeist in eigenen Gebäuden untergebracht. Die Lehrmöglichkeiten umfassten unter anderem Spezialkurse oder Individualförderung in Mathematik, Physik, Elektrotechnik, Informatik und ähnlichen Fächern durch eigens angestellte Lehrer. Die Station verstand sich nicht als Möglichkeit zur Nachhilfe, sondern als weitere Fördermöglichkeit für begabte oder interessierte Schüler. Dazu wurden Themen angeboten, die entweder im normalen Lehrplan keinen Raum fanden oder erst in höheren Klassenstufen unterrichtet wurden. Zu den durchgeführten Veranstaltungen gehörten Kreis-Olympiaden in Chemie und Biologie sowie Exkursionen. Regelmäßig trafen sich auch Mitglieder von Förderzirkeln der Landkreise, um unter Anleitung ihrer Betreuungslehrer Experimente in gut ausgestatteten Laborräumen durchzuführen. Zu den mehrtägigen Veranstaltungen in diesem Rahmen gehörten dabei die Spezialistenlager.
Kurse wurden sowohl während der Schulzeit (nachmittags) als auch während der Schulferien (ganztägig) angeboten.
Die Teilnahme an den verschiedenen Kursen oder Individualförderungen an der Station war stets kostenfrei.
Bis ca. 1990 gab es einen großen Bestand an Stationen junger Naturforscher und Techniker, zum Beispiel:
- Station Junger Techniker und Naturforscher in Wittenberg; Foto, Chemie, Basteln, Elektrotechnik
- Station Junger Techniker und Naturforscher in Bad Salzungen: Schiffsmodellbau, Flugmodellsport, Imkern, Fototechnik, Junge Funker, Junge Schnitzer, Elektrotechnik, Elektronik, Junge Förster, Fahrzeugmodellbau, Kleine Leseratten, Naturschutz, Junge Matrosen, Seesport, Heimelektronik, Dekoratives Gestalten, Junge Zoologen, Knobeln-Basteln-Konstruieren, KFZ-Modellbau[2]
- Station Junger Naturforscher und Techniker in Karl-Marx-Stadt; Elektrotechnik/Elektronik, Informatik, Flugmodellbau
- Station Junger Techniker und Naturforscher in Neustadt an der Orla: Gartenbau, Biologie, Insektenkunde, Schnitzen, Computer, Lehrpfad, Elektrotechnik, Elektronik, Fotografie und Technisches Basteln[3]
- Station Junger Naturforscher und Techniker in Gnoien; Biologie, Chemie, Flugmodellbau, Umwelt[4][5]
- Station Junger Naturforscher und Techniker „Juri Gagarin“ in Halle; Natur- und Umweltschutz, Pferdesport und -haltung, Modellbau, Pflanzenbau
- Station Junger Techniker in Berlin-Treptow; Mechanik, Modellbau, Elektrik, Foto und Chemie
- Station Junger Naturforscher und Techniker in Malchin; Astronomie, Chemie, Naturkunde[6]
- Station Junger Naturforscher und Techniker in Lübbenau; Holzbearbeitung, Flug-, Auto- und Schiffsmodellbau, Elektronik, Mikroelektronik, Foto, Computertechnik, Imker, Aquaristik, Ornithologie, Höhlenforscher und Kfz-Technik[7]
- Station Junger Naturforscher und Techniker in Schwerin-Warnitz; Elektrotechnik/Elektronik, Flug- und Automodellbau, Mathematik, Biologie/Naturschutz/Fischerei[8]
- Station Junger Touristen in Stadtroda. Sie betrieb heimatkundliche Forschung/Pflege und legte Wanderwege und Naturlehrpfade an, die mit Infotafeln beschildert wurden. Beteiligt war hier das Pionierhaus in Hermsdorf.[9]

In einigen Stationen Junger Techniker (z. B. in Karl-Marx-Stadt) befanden sich Polyplay-Videospielgeräte.
Nach der Wende wurden praktisch alle Stationen aus Kostengründen geschlossen. Einige wenige Stationen konnten sich bis in die heutige Zeit halten (siehe Weblinks). Andere Stationen änderten ihre Namen und leisten nun in Trägerschaft gemeinnütziger Vereine Jugendarbeit.

## Dokumentarfilm
1988 entstand unter der Regie von Ursula Demitter der 15-minütige DEFA-Dokumentarfilm Alle haben Talent, der die Station in Königs Wusterhausen vorstellt.